# Reptadeonella hastingsae
Reptadeonella hastingsae is een mosdiertjessoort uit de familie van de Adeonidae. De wetenschappelijke naam van de soort is voor het eerst geldig gepubliceerd in 1964 door Cheetham & Sandberg.